# Mieke Dobbels
Pour les articles homonymes, voir Dobbels.
Mieke Dobbels (née le 22 février 1978 à Coxyde) est une actrice belge. Elle est particulièrement active au théâtre et joue occasionnellement dans des séries télévisées.

## Biographie
Mieke Dobbels sort diplômée du conservatoire de Gand en 2001. Elle a joué entre autres au Théâtre Malpertuis, au Publiekstheater et au Spelersgroep Ernst/Serieus.

## Filmographie
- 2002 : F.C. De Kampioenen : l'infirmière
- 2002 : Spoed : Leen Goris
- 2006 : En daarmee basta! : Jits
- 2009 : Aspe : Veerle Debacker
- 2009 : De kotmadam : Saskia Moerman
- 2010 : Witse : Wivina Cuppers
- 2013 : Eigen Kweek : Katrien
- 2017 : Cargo de Gilles Coulier :